# Велики тулум
Велики тулум је компилацијски албум легенди југословенске рок-сцене у издању дискографске куће Југотон који је издат 1983. године. На овом компилацијском албуму се налази 16 песама. Међу њима је и једна дуетска песма, као и једна песма југословенског рок-извођача на енглеском језику која је обрада стране песме. Реиздање овог компилацијског албума је снимила дискографска кућа Hi-Fi Centar уз четири додатне песме, скративши свих 16 синглова на 2:50 секунди. 

## Списак песама
1. Идоли - Чоколада
2. D'Boys - Ми смо D'Boys
3. Азра - Немир и страст
4. Ратимир Боршић Рача - Милиција тренира строгоћу
5. Xenia - Изненади ме
6. Жељко Бродарић Јапа - Мајмун ради што мајмун види
7. Леб и сол - Калабалак
8. Оливер Мандић - Смејем се а плакао бих
9. Зана Нимани и Жељко Бебек - Јабуке и вино
10. Бијело дугме - Ако можеш, заборави
11. Филм - Ми нисмо сами
12. Александер Межек - Љубав преко жице
13. Аниматори - Анђели нас зову да им скинемо крила
14. Електрични оргазам - Locomotion
15. Слађана Милошевић - Мики, Мики
16. У шкрипцу - Нове године

## Додатне песме
1. Хари Мата Хари - Играле се делије
2. Електрични оргазам - Игра рокенрол цела Југославија
3. Бијело дугме - Могла је бити проста прича
4. Идоли - Хајде